# Toy Story (série de films)
Pour les articles homonymes, voir Toy Story (homonymie).
 Pour plus de détails, voir Fiche technique et Distribution
Toy Story ou (Histoire de jouets au Québec) est une série de films d'animation américains produit par Pixar Animation Studios et les studios Disney. La franchise est basée sur le concept anthropomorphique selon lequel tous les jouets, inconnus des êtres humains, sont secrètement vivants. La série a débuté en 1995 avec un premier film du même nom, qui a ensuite donné lieu à trois suites, Toy Story 2 (1999), Toy Story 3 (2010) et Toy Story 4 (2019). Les deux premiers films ont été réalisés par John Lasseter, le troisième par Lee Unkrich et le quatrième par Josh Cooley.
Les voix originales des deux personnages principaux, Woody et Buzz l'Éclair, sont interprétées par Tom Hanks et Tim Allen.
En plus des sorties DVD, de nombreux produits dérivés sont apparus sur le marché : jouets, jeux vidéo, attractions, etc. La franchise comprend aussi une série télévisée dérivée, Les Aventures de Buzz l'Éclair (2000-2001) dont Buzz l'Éclair, le film : Le Début des aventures, long-métrage directement sorti en vidéo en 2000, constitue le prologue.
On peut également retrouver les personnages de Toy Story dans les Toy Story Toons qui sont trois courts métrages :Vacances à Hawaï (2011), Mini Buzz (2011) et Rex, le roi de la fête (2012) mais aussi dans deux moyens-métrages: Toy Story : Angoisse au motel (2013) et Toy Story : Hors du temps (2014).
Un film spin-off intitulé Buzz l'Éclair, racontant l'histoire de l'astronaute qui a inspiré le jouet, est sorti au mois de juin 2022.
Au mois de février 2023, Robert Iger, le PDG de la Walt Disney Company a annoncé qu'un cinquième opus était en préparation.

## Longs métrages

### Films principaux
| Nom         | Date de sortie française | Date de sortie originale | Réalisateur    | Scénaristes |
| ----------- | ------------------------ | ------------------------ | -------------- | --- |
| Toy Story   | 1996                     | 1995                     | John Lasseter  | John Lasseter, Andrew Stanton, Pete Docter, Joe Ranft, Joss Whedon, Alec Sokolow, et Joel Cohen                            |
| Toy Story 2 | 2000                     | 1999                     | John Lasseter  | John Lasseter, Andrew Stanton, Peter Docter, et Ash Brannon                                                                |
| Toy Story 3 | 2010                     | 2010                     | Lee Unkrich    | Michael Arndt, John Lasseter,Andrew Stanton, et Lee Unkrich                                                                |
| Toy Story 4 | 2019                     | 2019                     | Josh Cooley    | Andrew Stanton, Stephany Folsom, Josh Cooley, John Lasseter, Valerie LaPointe, Rashida Jones, Will McCormack, Martin Hynes |
| Toy Story 5 | 2026                     | 2026                     | Andrew Stanton | - |

### Spin-offs
| Nom                                             | Date de sortie française | Date de sortie originale | Réalisateur   | Scénaristes                                         |
| ----------------------------------------------- | ------------------------ | ------------------------ | ------------- | --------------------------------------------------- |
| Buzz l'Éclair, le film : Le Début des aventures | 2001 (en vidéo)          | 2000 (en vidéo)          | Tad Stones    | Mark McCorkle, Robert Schooley, Bill Motz, Bob Roth |
| Buzz l'Éclair                                   | 22 juin 2022             | 17 juin 2022             | Angus MacLane | Angus MacLane et Jason Headley                      |

## Moyens et courts métrages
| Nom                           | Date de sortie Française | Date de sortie originale | Réalisateur      | Scénaristes                     |
| ----------------------------- | ------------------------ | ------------------------ | ---------------- | ------------------------------- |
| Toy Story : Angoisse au motel | 2013                     | 2013                     | Angus MacLane    | Angus MacLane et Andrew Stanton |
| Toy Story : Hors du temps     | 2014                     | 2014                     | Steve Purcell    | Steve Purcell                   |
| La Vie en lumière             | 2020                     | 2020                     | Valerie Lapointe | Valerie Lapointe                |

## Séries
| Nom                              | Date de sortie Française | Date de sortie originale | Nombre d'épisodes | Créateurs / Scénaristes                     |
| -------------------------------- | ------------------------ | ------------------------ | ----------------- | ------------------------------------------- |
| Toy Story Short                  | 1996                     | 1995                     | 51                | John Lasseter                               |
| Les Aventures de Buzz l'Éclair   | 2001                     | 2000                     | 65                | Mark McCorkle, et Bob Schooley              |
| Toy Story Toons                  | 2011 - 2012              | 2011 - 2012              | 3                 | Gary Rydstrom, Angus MacLane, et Mark Walsh |
| Fourchette se pose des questions | 2020                     | 2019 - 2020              | 10                | Bob Peterson                                |

## Personnages

### Jouets principaux
- Shérif Woody : Le jouet principal de la série. C'est un shérif/Cowboy et le plus aimé d'Andy. C'est aussi le chef de la bande, son amoureuse est la Bergère. Il donne son étoile à Jessie.
- Buzz l'Éclair (Buzz Lightyear dans la version québécoise.)
- Jessie
- Bo Peep
- M. Patate
- Mme Patate
- Zigzag (Slinky dans la version québécoise.)
- Rex
- Bayonne (Hamm dans la version québécoise.)
- Les Aliens
- Pile-Poil

### Autres jouets
- Bi, Bop et Lula (Billy, Goat et Gruff dans la version québécoise.), les moutons de la Bergère
- Siffli
- Karting
- L'Arsène
- Lenny
- Sergent & Les Soldats
- Barbie
- Ken
- M. Labrosse
- Dolly
- Trixie
- Bouton d'Or
- Rictus
- Giggle Mc Dimples
- Fourchette
- Duke Caboom
- Ducky & Bunny
- Commando Carl

### Antagonistes
- Sid
- Scud
- Papy Pépite
- Empereur Zurg
- Lotso
- Gabby Gabby
- Benson

### Autres personnages
- Andy
- Molly
- Mme Davis, la maman d'Andy
- Hannah
- Al
- Bonnie
- Les parents de Bonnie

## Fiche technique
| Équipe technique          | Films                             | Films                             | Films                             | Films                             | Films                             |
| Équipe technique          | Toy Story (1995)                  | Toy Story 2 (1999)                | Toy Story 3 (2010)                | Toy Story 4 (2019)                | Toy Story 5 (2026)                |
| ------------------------- | --------------------------------- | --------------------------------- | --------------------------------- | --------------------------------- | --------------------------------- |
| Réalisateur(s)            | John Lasseter                     | John Lasseter                     | Lee Unkrich                       | Josh Cooley                       | Andrew Stanton                    |
| Producteur(s)             | Ralph Guggenheim                  | Karen Robert Jackson              | Darla K. Anderson                 | Jonas Rivera                      | Jessica Choi                      |
| Producteur(s)             | Bonnie Arnold                     | Helene Plotkin                    | John Lasseter                     | Mark Nielsen                      | -                                 |
| Scénariste(s)             | John Lasseter                     | Rita Hsiao                        | Michael Arndt                     | Stephany Folsom                   | -                                 |
| Scénariste(s)             | Pete Docter                       | Doug Chamberlain                  |                                   |                                   | -                                 |
| Scénariste(s)             | Andrew Stanton                    | Andrew Stanton                    |                                   | Andrew Stanton                    | -                                 |
| Scénariste(s)             | Joe Ranft                         | Chris Webb                        |                                   |                                   | -                                 |
| Scénariste(s)             | Joss Whedon                       |                                   |                                   |                                   | -                                 |
| Scénariste(s)             | Joel Cohen                        |                                   |                                   |                                   | -                                 |
| Scénariste(s)             | Alec Sokolow                      |                                   |                                   |                                   | -                                 |
| Compositeur(s)            | Randy Newman                      | Randy Newman                      | Randy Newman                      | Randy Newman                      | -                                 |
| Monteur(s)                | Robert Gordon                     | Edie Bleiman                      | Ken Schretzmann                   | Axel Geddes                       | -                                 |
| Monteur(s)                | Lee Unkrich                       | Lee Unkrich                       |                                   |                                   | -                                 |
| Monteur(s)                |                                   | David Ian Salter                  |                                   |                                   | -                                 |
| Budget                    | 30 millions de dollars            | 90 millions de dollars            | 200 millions de dollars           | 200 millions de dollars           | -                                 |
| Durée                     | 81 minutes                        | 92 minutes                        | 103 minutes                       | 100 minutes                       | -                                 |
| Dates de sortie en France | 27 mars 1996                      | 2 février 2000                    | 14 juillet 2010                   | 26 juin 2019                      | 2026                              |
| Genre                     | Animation                         | Animation                         | Animation                         | Animation                         | Animation                         |
| Distributeur              | Walt Disney Motion Pictures Group | Walt Disney Motion Pictures Group | Walt Disney Motion Pictures Group | Walt Disney Motion Pictures Group | Walt Disney Motion Pictures Group |
| Studio                    | Pixar Animation Studios           | Pixar Animation Studios           | Pixar Animation Studios           | Pixar Animation Studios           | Pixar Animation Studios           |

## Distribution et personnages

### Voix originales
| Personnage         | Film              | Film               | Film               | Film                | Film               |
| Personnage         | Toy Story (1995)  | Toy Story 2 (1999) | Toy Story 3 (2010) | Toy Story 4 (2019)  | Toy Story 5 (2026) |
| Jouets             | Jouets            | Jouets             | Jouets             | Jouets              | Jouets             |
| ------------------ | ----------------- | ------------------ | ------------------ | ------------------- | ------------------ |
| Shérif Woody       | Tom Hanks         | Tom Hanks          | Tom Hanks          | Tom Hanks           | Tom Hanks          |
| Buzz l'Éclair      | Tim Allen         | Tim Allen          | Tim Allen          | Tim Allen           | Tim Allen          |
| M. Patate          | Don Rickles       | Don Rickles        | Don Rickles        | Don Rickles         | -                  |
| Bayonne            | John Ratzenberger | John Ratzenberger  | John Ratzenberger  | John Ratzenberger   | -                  |
| Rex                | Wallace Shawn     | Wallace Shawn      | Wallace Shawn      | Wallace Shawn       | -                  |
| Le Sergent         | R. Lee Ermey      | R. Lee Ermey       | R. Lee Ermey       |                     | -                  |
| Les Aliens         | Jeff Pidgeon      | Jeff Pidgeon       | Jeff Pidgeon       | Jeff Pidgeon        | -                  |
| Zigzag             | Jim Varney        | Jim Varney         | Blake Clark        | Blake Clark         | -                  |
| Bo Peep            | Annie Potts       | Annie Potts        | Caméo              | Annie Potts         | -                  |
| Mme Patate         |                   | Estelle Harris     | Estelle Harris     | Estelle Harris      | -                  |
| Jessie             |                   | Joan Cusack        | Joan Cusack        | Joan Cusack         | -                  |
| Pile-Poil          |                   | Aucune voix        | Aucune voix        | Aucune voix         | -                  |
| Barbie             |                   | Jodi Benson        | Jodi Benson        |                     | -                  |
| Empereur Zurg      |                   | Andrew Stanton     | Caméo              |                     | -                  |
| Sifli              |                   | Joe Ranft          | Caméo              |                     | -                  |
| Papi Pépite        |                   | Kelsey Grammer     |                    |                     | -                  |
| Lotso              |                   |                    | Ned Beatty         |                     | -                  |
| Ken                |                   |                    | Michael Keaton     |                     | -                  |
| M. Labrosse        |                   |                    | Timothy Dalton     | Timothy Dalton      | -                  |
| Dolly              |                   |                    | Bonnie Hunt        | Bonnie Hunt         | -                  |
| Bouton d'Or        |                   |                    | Jeff Garlin        | Jeff Garlin         | -                  |
| Trixie             |                   |                    | Kristen Schaal     | Kristen Schaal      | -                  |
| Rictus             |                   |                    | Bud Luckey         |                     | -                  |
| Fourchette         |                   |                    |                    | Tony Hale           | -                  |
| Gabby Gabby        |                   |                    |                    | Christina Hendricks | -                  |
| Duke Caboom        |                   |                    |                    | Keanu Reeves        | -                  |
| Ducky              |                   |                    |                    | Keegan-Michael Key  | -                  |
| Bunny              |                   |                    |                    | Jordan Peele        | -                  |
| Giggle McDimples   |                   |                    |                    | Ally Maki           | -                  |
| Humains et animaux |                   |                    |                    |                     |                    |
| Andy Davis         | John Morris       | John Morris        | John Morris        | John Morris         | -                  |
| Madame Davis       | Laurie Metcalf    | Laurie Metcalf     | Laurie Metcalf     | Laurie Metcalf      | -                  |
| Molly Davis        | Hannah Unkrich    | Hannah Unkrich     | Beatrice Miller    |                     | -                  |
| Sid Phillips       | Erik von Detten   |                    | Erik von Detten    |                     | -                  |
| Hannah Phillips    | Sarah Freeman     |                    |                    |                     | -                  |
| Al McWiggin        |                   | Wayne Knight       |                    |                     | -                  |
| Geri le nettoyeur  |                   | Jonathan Harris    |                    |                     | -                  |
| Bonnie             |                   |                    | Emily Hahn         | Emily Hahn          | -                  |

### Voix françaises
| Personnage         | Film                    | Film                                                    | Film                    | Film                    |
| Personnage         | Toy Story (1995)        | Toy Story 2 (1999)                                      | Toy Story 3 (2010)      | Toy Story 4 (2019)      |
| Jouets             | Jouets                  | Jouets                                                  | Jouets                  | Jouets                  |
| ------------------ | ----------------------- | ------------------------------------------------------- | ----------------------- | ----------------------- |
| Shérif Woody       | Jean-Philippe Puymartin | Jean-Philippe Puymartin                                 | Jean-Philippe Puymartin | Jean-Philippe Puymartin |
| Buzz l'Éclair      | Richard Darbois         | Richard Darbois                                         | Richard Darbois         | Richard Darbois         |
| M. Patate          | Jacques Ferrière        | Jean-Pierre Denys                                       | Jean-Pierre Denys       | Jean-Pierre Denys       |
| Bayonne            | Patrick Préjean         | Patrick Préjean                                         | Patrick Préjean         | Patrick Préjean         |
| Rex                | Henri Guybet            | Henri Guybet                                            | Henri Guybet            | Henri Guybet            |
| Le Sergent         | Marc Alfos              | Marc Alfos                                              | Marc Alfos              |                         |
| Les Aliens         | Gilles Tamiz            | Adrien Antoine, Christophe Lemoine et Jean-Claude Donda | Vincent Bonnasseau      | Vincent Bonnasseau      |
| Zigzag             | Jacques Balutin         | Jacques Balutin                                         | Jacques Balutin         | Jean-Loup Horwitz       |
| Bo Peep            | Rebecca Dreyfus         | Vanina Pradier                                          | Caméo                   | Audrey Fleurot          |
| Me Patate          |                         | Arlette Thomas                                          | Michèle Bardollet       | Michèle Bardollet       |
| Jessie             |                         | Barbara Tissier                                         | Barbara Tissier         | Barbara Tissier         |
| Pile-Poil          |                         | Aucune voix                                             | Aucune voix             | Aucune voix             |
| Barbie             |                         | Marie Vincent                                           | Frédérique Bel          |                         |
| Empereur Zurg      |                         | Laurent Gamelon                                         | Laurent Gamelon         |                         |
| Sifli              |                         | Thierry Wermuth et Daniel Beretta (Chant)               | Caméo                   |                         |
| Papi Pépite        |                         | Dominique Paturel                                       |                         |                         |
| Lotso              |                         |                                                         | Igor de Savitch         |                         |
| Ken                |                         |                                                         | Benoît Magimel          |                         |
| M. Labrosse        |                         |                                                         | Jean-Pierre Michaël     | Jean-Pierre Michaël     |
| Dolly              |                         |                                                         | Brigitte Virtudes       | Brigitte Virtudes       |
| Bouton d'Or        |                         |                                                         | Larbi Naceri            | Mathias Timsit          |
| Trixie             |                         |                                                         | Nathalie Bienaimé       | Nathalie Bienaimé       |
| Rictus             |                         |                                                         | Grand Corps Malade      |                         |
| Fourchette         |                         |                                                         |                         | Pierre Niney            |
| Gabby Gabby        |                         |                                                         |                         | Angèle                  |
| Duke Caboom        |                         |                                                         |                         | Marc Arnaud             |
| Ducky              |                         |                                                         |                         | Jamel Debbouze          |
| Bunny              |                         |                                                         |                         | Franck Gastambide       |
| Giggle McDimples   |                         |                                                         |                         | Ariane Aggiage          |
| Humains et animaux |                         |                                                         |                         |                         |
| Andy Davis         | Donald Reignoux         | Paul Nivet                                              | Paul Nivet              | Aloïs Agaësse-Mahieu    |
| Madame Davis       | Isabelle Ganz           | Isabelle Ganz                                           | Isabelle Ganz           |                         |
| Molly Davis        | Hannah Unkrich          | Hannah Unkrich                                          | Alice Orsat             |                         |
| Sid Phillips       | Christophe Lemoine      |                                                         | Christophe Lemoine      |                         |
| Hannah Phillips    | Charlyne Pestel         |                                                         |                         |                         |
| Al McWiggin        |                         | Jacques Frantz                                          |                         |                         |
| Geri le Nettoyeur  |                         | Jean-Claude Donda                                       |                         |                         |
| Bonnie             |                         |                                                         | Ambre Foubert           | Juliette Davis          |

## Distinctions

### Toy Story
- Oscars 1996 :
  - Nomination à l'Oscar de la Meilleure musique de film
  - Nomination à l'Oscar de la Meilleure chanson originale (You've Got a Friend in Me)
  - Nomination à l'Oscar du Meilleur scénario original
- Golden Globes 1996 :
  - Nomination au Golden Globe du Meilleur film musical ou comédie
  - Nomination au Golden Globe de la Meilleure chanson originale (You've Got a Friend in Me)

### Toy Story 2
- Oscars 2000 :
  - Nomination à l'Oscar de la Meilleure chanson originale (When She Loved Me)
- Golden Globes 2000 :
  - Meilleur film musical ou comédie
  - Nomination au Golden Globe de la Meilleure chanson originale (When She Loved Me)

### Toy Story 3
- Oscars 2011 :
  - Meilleur film d'animation
  - Meilleure chanson originale (We Belong Together)
  - Nomination à l'Oscar du Meilleur film
  - Nomination à l'Oscar du Meilleur scénario adapté
  - Nomination à l'Oscar du Meilleur montage de son
- Golden Globes 2011 :
  - Meilleur film d'animation

### Toy Story 4
- Oscars 2020 :
  - Meilleur film d'animation
  - Nomination à l'Oscar de la Meilleure chanson originale (I Can't Let You Throw Yourself Away)
- Golden Globes 2020 :
  - Nomination au Golden Globe du Meilleur film d'animation

## Produits dérivé

### Parcs et attractions
En novembre 1996, le spectacle sur glace Disney on Ice : Toy Story a ouvert ses portes. Y figuraient les voix présentes dans le film et la musique de Randy Newman. En avril 2008, le Disney Wonder lança la comédie musicale Toy Story: The Musical pour ses passagers.

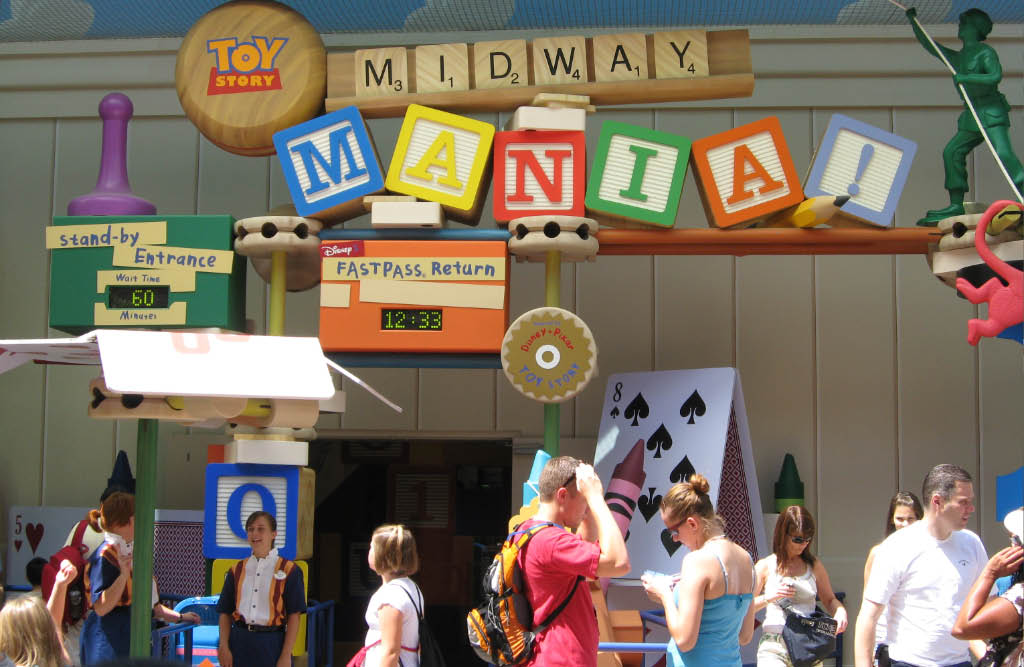
Entrée de l'attraction Toy Story Midway Mania en Floride.

Walt Disney Imagineering a développé plusieurs attractions pour les parcs Disney sur l'univers du film :
- Buzz Lightyear's Astro Blasters  et Buzz Lightyear's Space Ranger Spin ;
- Toy Story Midway Mania ;
- Toy Story Playland : deux zones d'attractions similaires construites au Parc Walt Disney Studios[6] et à Hong Kong Disneyland[7] comprenant :
  - Toy Story Mission Parachute, une attraction de type tour de chute,
  - Zigzag Tour, une attraction de type Music Express,
  - RC Racer - Vitesse maximale!, une attraction de type Half-pipe ;
- il existait aussi deux restaurants thématisés d'après le Pizza Planet mais les deux ont fermés :
  - Toy Story Pizza Planet dans la zone Streets of America des Disney's Hollywood Studios de Walt Disney World Resort (Floride, États-Unis),
  - Buzz Lightyear's Pizza Planet dans la zone Discoveryland du Parc Disneyland (Paris, France).

### Jeux vidéo
Les deux logiciels Disney's Animated Storybook: Toy Story et Disney's Activity Center: Toy Story dérivés du film sont sortis pour Windows et Mac OS. Disney's Animated Storybook: Toy Story a été le logiciel le plus vendu de l'année 1996, avec plus de 500 000 unités écoulées.
Deux jeux vidéo sur consoles sont également sortis pour le film : Toy Story sur Mega Drive, Super Nintendo, Game Boy et PC, et Toy Story Racer sur PlayStation (qui contient des allusions à Toy Story 2). Pixar a créé des animations originales pour tous les jeux, dont des séquences animées entières pour les titres sur PC.
Dans le jeu Disney Infinity un mode aventure basé sur Toy Story est présent avec Buzz l'Éclair, Woody et Jessie en figurines.
Certains personnages, comme Woody, Buzz, Rex, Bayonne, Le Sergent et Les Aliens apparaissent dans Kingdom Hearts III.
Toy Story et Brawl Stars ont fait une collaboration en décembre 2024, avec la sortie d'un nouveau brawler jouable par tous les joueurs : Buzz l'Éclair.

### Mangas
Deux mangas de Toy Story du premier et deuxième films sortent le 22 mai 2019.